# لیبرتی راس
لیبرتی راس (انگلیسی: Liberty Ross؛ زادهٔ ۲۳ سپتامبر ۱۹۷۸) مدل و هنرپیشه اهل بریتانیا است.
از فیلم‌ها یا برنامه‌های تلویزیونی که وی در آن نقش داشته است می‌توان به سفیدبرفی و شکارچی اشاره کرد.